# Angelo Bianchi (calciatore)
Angelo Bianchi (Roma, 6 settembre 1904 – ...) è stato un calciatore italiano, di ruolo terzino.

## Biografia
Era noto come Bianchi II per distinguerlo da Antonio Bianchi riportato dai giornali dell'epoca come Bianchi I.

## Caratteristiche tecniche

### Giocatore
Bianchi era un terzino con qualità tecniche non eccelse, dotato però di grande grinta.

## Carriera

### Giocatore

#### Club
Con l'Alba Roma disputa 10 gare nel campionato di Prima Divisione 1922-1923.
L'anno successivo passa alla Fortitudo Roma con cui disputa 12 gare nei campionati di Prima Divisione 1923-1924 e Prima Divisione 1924-1925. Nella successiva Prima Divisione 1925-26 si rende protagonista dell'ottima annata della Fortitudo segnando ben otto reti in diciotto presenze e contribuendo al raggiungimento delle finali interregionali..
Trasferitosi all'Alba Audace nella stagione 1926-1927, nell'estate Alba, Fortitudo e Roman si fondono dando origine all'Associazione Sportiva Roma. Con i giallorossi rimane una sola stagione (vincendo la Coppa CONI 1928), passando successivamente al Venezia, squadra in cui rimane fino al 1935.

## Statistiche

### Presenze e reti nei club
| Stagione         | Squadra          | Campionato       | Campionato | Campionato | Coppe nazionali | Coppe nazionali | Coppe nazionali | Altre coppe | Altre coppe | Altre coppe | Totale | Totale |
| Stagione         | Squadra          | Comp             | Pres       | Reti       | Comp            | Pres            | Reti            | Comp        | Pres        | Reti        | Pres   | Reti   |
| ---------------- | ---------------- | ---------------- | ---------- | ---------- | --------------- | --------------- | --------------- | ----------- | ----------- | ----------- | ------ | ------ |
| 1922-23          | Alba Roma        | PD               | 2          | 0          | -               | -               | -               | -           | -           | -           | 2      | 0      |
| 1923-24          | Fortitudo        | PD               | 4          | 0          | -               | -               | -               | -           | -           | -           | 4      | 0      |
| 1924-25          | Fortitudo        | PD               | 8          | 0          | -               | -               | -               | -           | -           | -           | 8      | 0      |
| 1925-26          | Fortitudo        | PD               | 18         | 8          | -               | -               | -               | -           | -           | -           | 18     | 8      |
| Totale Fortitudo | Totale Fortitudo | Totale Fortitudo | 30         | 8          |                 | -               | -               |             | -           | -           | 30     | 8      |
| 1926-1927        | Alba Audace      | DN               | 16         | 0          | -               | -               | -               | -           | -           | -           | 16     | 0      |
| 1927-1928        | Roma             | DN               | 1          | 0          | CC              | 1               | 0               | -           | -           | -           | 2      | 0      |
| 1928-1929        | Venezia          | DN               | ?          | ?          | -               | -               | -               | -           | -           | -           | ?      | ?      |
| 1928-1929        | Venezia          | B                | ?          | ?          | -               | -               | -               | -           | -           | -           | ?      | ?      |
| 1930-1931        | Venezia          | B                | ?          | ?          | -               | -               | -               | -           | -           | -           | ?      | ?      |
| 1931-1932        | Venezia          | B                | 32         | ?          | -               | -               | -               | -           | -           | -           | 32     | ?      |
| 1932-1933        | Venezia          | B                | ?          | ?          | -               | -               | -               | -           | -           | -           | ?      | ?      |
| 1933-1934        | Venezia          | B                | ?          | ?          | -               | -               | -               | -           | -           | -           | ?      | ?      |
| 1934-1935        | Venezia          | B                | ?          | ?          | -               | -               | -               | -           | -           | -           | ?      | ?      |
| Totale Venezia   | Totale Venezia   | Totale Venezia   | 171        | 8          |                 | -               | -               |             | -           | -           | 171    | 8      |
| Totale carriera  | Totale carriera  | Totale carriera  | 220+       | 16+        |                 | -               | -               |             | -           | -           | 199+   | 8+     |

## Palmarès

### Giocatore

#### Club
- Coppa CONI: 1

Roma: 1928